# Wybory parlamentarne w Niemczech w 2021 roku
Wybory parlamentarne w Niemczech w 2021 roku – wybory parlamentarne do Bundestagu, zarządzone 9 grudnia 2020 przez prezydenta RFN Franka-Waltera Steinmeiera na 26 września 2021.
W ich wyniku powstał pierwszy od 2005 rząd zastępujący rządy Angeli Merkel, która zapowiedziała rezygnację z ubiegania się o reelekcję, stając się pierwszym kanclerzem w powojennej historii Niemiec nieubiegającym się o ponowny wybór.
Na początku lipca 2021 r. głównym faworytem w głosowaniu były rządzące chadeckie CDU/CSU, zaś drugie miejsce w sondażach zajmowali Sojusz 90/Zieloni. Preferencje wyborców ulegały jednak zmianom i na początku września na czoło wyszła Socjaldemokratyczna Partia Niemiec (SPD) z kandydującym na kanclerza Olafem Scholzem, po raz pierwszy prowadząc w sondażach od 2017 roku.
W ostatnich sondażach przed wyborami SPD utrzymywała się na pierwszym miejscu, choć z malejącą przewagą nad CDU/CSU.

## Kampania wyborcza
Kanclerz Merkel w październiku 2017 roku ogłosiła, że nie będzie się ubiegać o kolejną kadencję, tym samym na czele CDU/CSU stanął Armin Laschet, jego głównym przeciwnikiem był kandydat SPD Olaf Scholz. Na czele mniejszych ugrupowań stali Christian Lindner (FDP), Annalena Baerbock i Robert Habeck (Zieloni), Janine Wissler i Dietmar Bartsch (Die Linke) oraz Alice Weidel i Tino Chrupalla (AfD).
Dla potrzeb wyborów RFN zostało podzielone na 299 okręgów wyborczych, czyli podobnie jak w wyborach w 2017 roku. Podział ten ustanowiono ustawą z 3 maja 2016, dokonując zmiany 34 okręgów wyborczych. Bierne prawo wyborcze przysługiwało ok. 61,1 mln obywateli.
Każdemu z obywateli przysługiwały dwa głosy: jeden na kandydata w jednym z 299 jednomandatowych okręgów wyborczych w głosowaniu większościowym oraz drugi, na listę krajową (landową) danej partii. Jeżeli partia zdobyła więcej mandatów dzięki głosom w jednomandatowych okręgach niż dzięki głosom na listy krajowe, liczba tych mandatów uległa wyrównaniu. W Bundestagu kadencji 2013–2017 powstałych w ten sposób mandatów nadwyżkowych było 33, w kadencji 2017–2021 – 111 (liczba deputowanych do Bundestagu wzrosła z 631 do 709), w kadencji 2021–2025 nadwyżka wyniosła 138 (liczba deputowanych do Bundestagu wzrosła do 736).

## Wyniki

Zwycięzcy w okręgach jednomandatowych:     CDU/CSU (98/45)     SPD (121)     Die Linke (3)     AfD (16)     Sojusz 90/Zieloni (16)
Procent głosów drugich oddanych na SPD
Procent głosów drugich oddanych na CDU/CSU
Procent głosów drugich oddanych na Sojusz 90/Zielonych
Procent głosów drugich oddanych na FDP
Procent głosów drugich oddanych na AfD
Procent głosów drugich oddanych na Die Linke